# Turbonilla tecalo
Turbonilla tecalo är en snäckart som beskrevs av Bartsch 1917. Turbonilla tecalo ingår i släktet Turbonilla och familjen Pyramidellidae. Inga underarter finns listade i Catalogue of Life.